# Arco Escuro

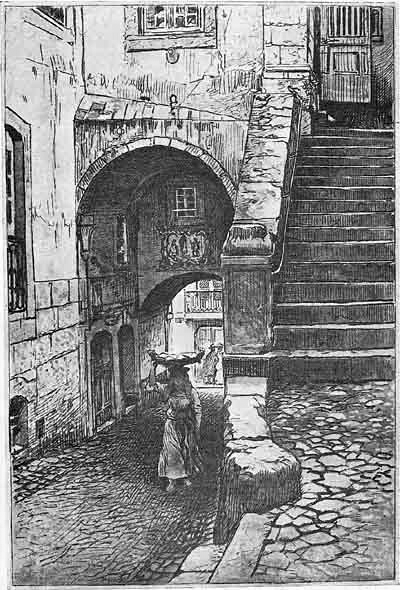
o Arco Escuro, por Roque Gameiro, cerca de 1910

A Porta do Mar antiga, actualmente conhecida por Arco Escuro, é uma antiga porta da cidade inserida na cerca moura de Lisboa. Encontra-se na Rua dos Bacalhoeiros, defronte da porta travessa da Igreja da Conceição Velha. É também denominada por Postigo da Rua das Canastras, por ficar no fim desta rua.
Em 1762 ficava fronteira à porta travessa da Igreja da Misericórdia, actual Igreja da Conceição Velha.